# 拉容谢尔
拉容谢尔（法語：La Jonchère，法語發音：[la ʒɔ̃ʃɛʁ]）是法国卢瓦尔河地区大区旺代省的一个市镇，位于该省西部，属于莱萨布勒多洛讷区。

## 地理
拉容谢尔（46°26'24"N, 1°22'29"W）面积11.5 平方千米，位于法国卢瓦尔河地区大区旺代省，该省份为法国西部沿海省份，北起大西洋卢瓦尔省和曼恩-卢瓦尔省，西临大西洋，南至滨海夏朗德省，东部及东南部与德塞夫勒省接壤。
与拉容谢尔接壤的市镇（或旧市镇、城区）包括：昂格勒、勒贝尔纳、勒日夫尔、滨海圣伯努瓦、塔尔蒙代地区圣西。

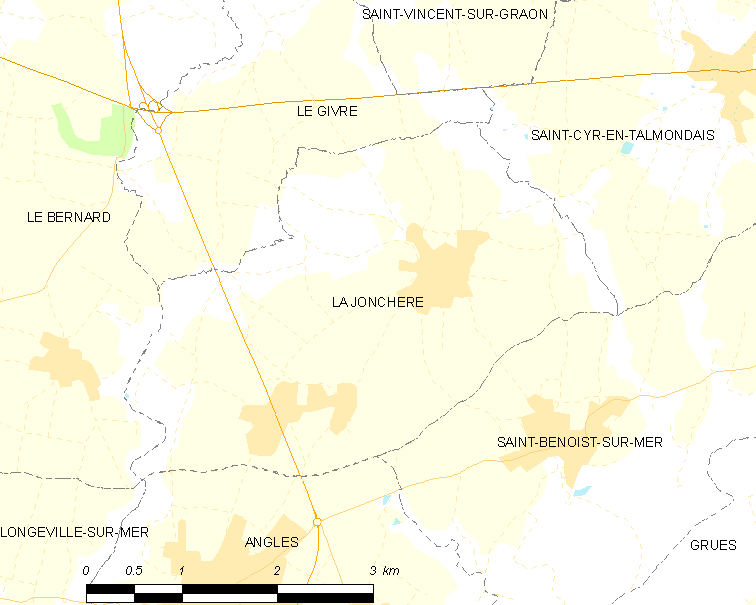
拉容谢尔的OSM定位图

拉容谢尔的时区为UTC+01:00、UTC+02:00（夏令时）。

## 行政
拉容谢尔的邮政编码为85540，INSEE市镇编码为85116。

## 政治
拉容谢尔所属的省级选区为莱河畔马勒伊-迪赛县。

## 人口

1962-2008年间拉容谢尔人口变化图示

拉容谢尔于2022年1月1日时的人口数量为483人。